# Mademoiselle Holmes
Mademoiselle Holmes è una serie televisiva franco-belga diretta da Frédéric Berthe, François Ryckelynck, Jean-Christophe Delpias e Sandra Perrin, basata su una sceneggiatura di Victoria Spennato scritta in collaborazione con Laëtitia Kügler. La serie è stata trasmessa in Belgio dal 2 aprile 2024 su RTL TVI, in Francia dal 11 aprile 2024 su TF1 ed in Quebec dal 24 aprile 2025 su Séries Plus.
Questa serie poliziesca è liberamente ispirata ai personaggi di Sherlock Holmes e del dottor Watson. È stata trasmessa in Italia su Giallo TV.

## Trama
La timida poliziotta francese Charlie Holmes è la pronipote del grande detective britannico Sherlock Holmes. Usa il suo genio deduttivo ereditario per risolvere i crimini con l'aiuto di Samy Vatel.

## Episodi
| Stagione         | Episodi | Pubblicazione |
| ---------------- | ------- | ------------- |
| Prima stagione   | 6       | 2024          |
| Seconda stagione | 6       | 2025          |

## Produzione
La serie è stata annunciata dalla rivista Télé-Loisirs il 22 febbraio 2023 con i relativi protagonisti, Lola Dewaere e Tom Villa. Il giorno successivo sono stati resi noti i registi, Frédéric Berthe e François Ryckelynck. Per prepararsi al suo ruolo l'attrice protagonista ha tenuto alcuni corsi di violino.
Le riprese della prima stagione si sono svolte tra Nantes e Londra da metà marzo a giugno 2023. La seconda stagione è stata invece girata a partire da giugno 2024 a Nantes e nei Paesi della Loira.

## Accoglienza
In Francia, la prima stagione della serie ha registrato una media di 4 milioni di telespettatori, registrando un picco di 5 milioni con l'episodio première.

## Riconoscimenti
- Festival Polar de Cognac
  - 2024 – Miglior serie commedia francofona[11]